# القناة 12 (إسرائيل)
القناة 12 (بالعبرية:  ערוץ 12) هي قناة تلفزيونية إسرائيلية مجانية تملكها مجموعة كيشت الإعلامية. أطلقت في 1 نوفمبر 2017 لتكون بديلة للقناة الثانية الإسرائيلية المنحلة.